# Fortezza di Erivan

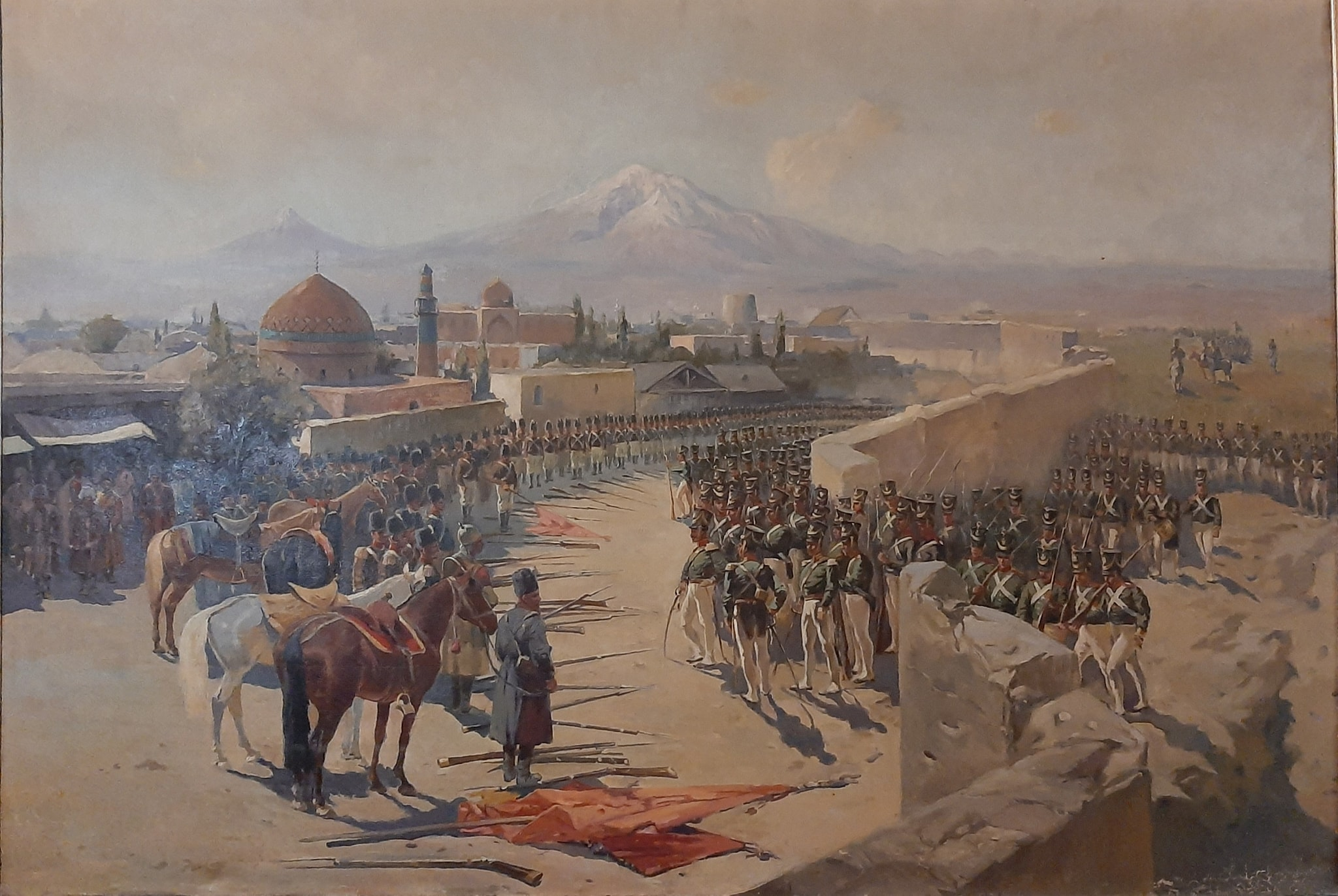
L'assedio della fortezza di Erivan nel 1827 da parte delle truppe russe al comando di Ivan Paskevich ritratto in un'opera di Franz Roubaud.

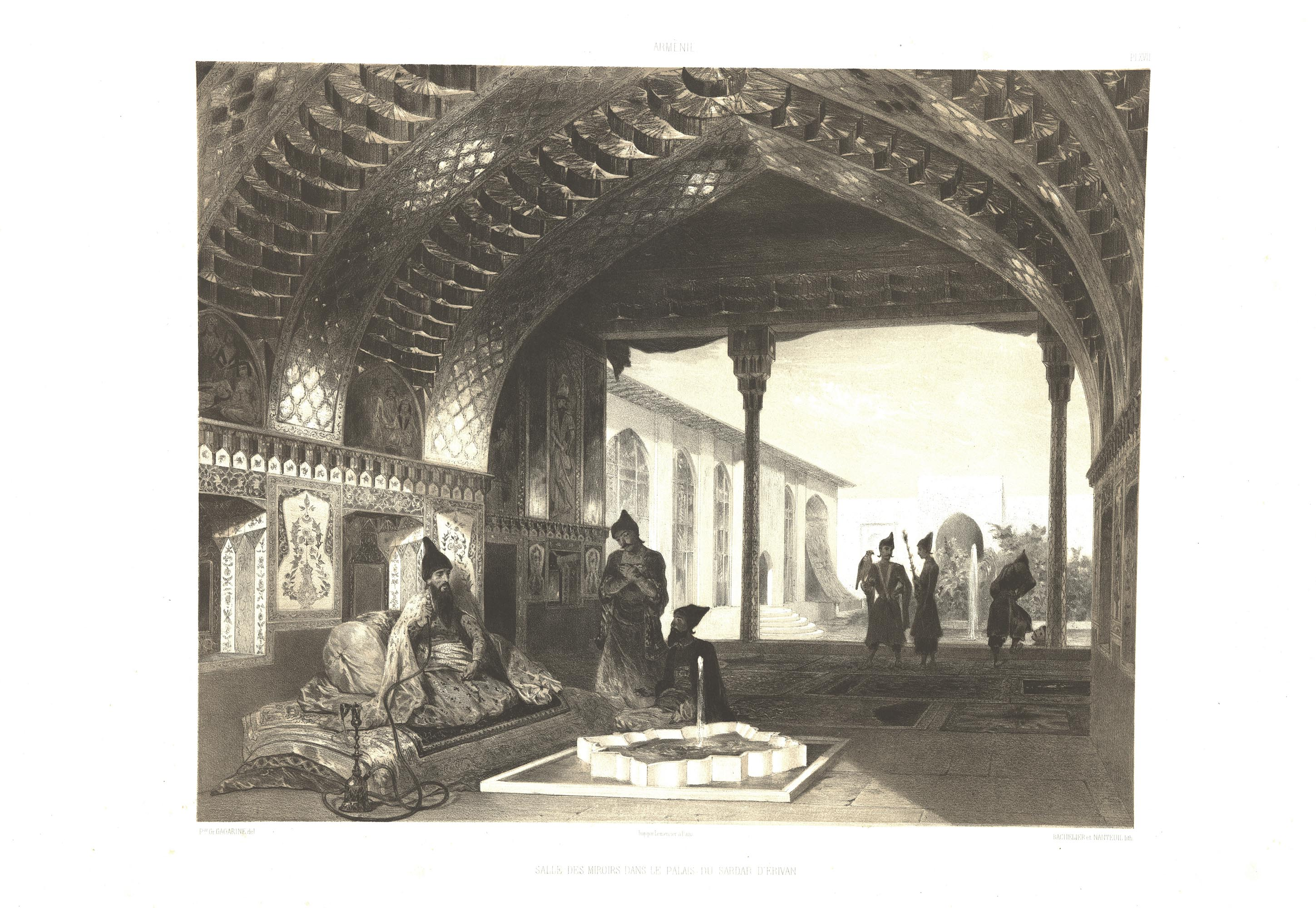
La sala degli specchi (Shushaband-ayva) nel palazzo del Sardar.

La fortezza di Erivan (in armeno Երևանի բերդը?, Yerevani berdë; in persiano قلعه ایروان‎, Ghaleh-ye Iravân; in azero İrəvan qalası — ايروان قالاسى; in russo Эриванская крепость?, E'rivanskaya krepost) è stata una fortezza del sedicesimo secolo situata a Erevan (al tempo chiamata Erivan), l'attuale capitale dell'Armenia, sita in particolare sulla riva sinistra del fiume Hrazdan.

## Storia

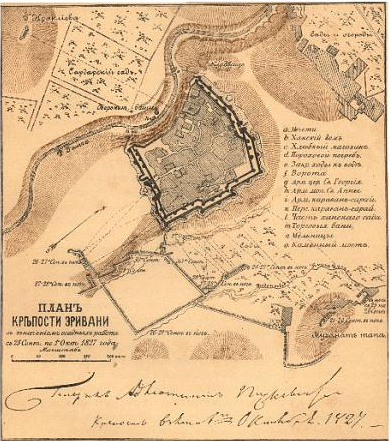
La pianta della fortezza di Erivan, 1827.

La prima costruzione della fortezza risale al 1504, quando lo scià safavide Ismail, fondatore della dinastia safavide in Iran, ordinò al suo capo militare, Revangalu Khan, di costruire un forte in quell'area, costruzione che fu poi realizzata nel giro di sette anni. Nel 1582-83, durante il dominio ottomano sulla città di Erevan, la fortezza fu poi ulteriormente rinforzata dallo statista Serdar Ferhad Pascià.
 L'edificio fu quasi completamente distrutto dal terremoto che colpì l'Armenia nel 1679 e che arrecò enormi danni anche all'intera città. In seguito al sisma l'allora governatore safavide di Erevan, Zal Khan, chiese quindi allo scià gli aiuti e il denaro necessari alla ricostruzione di Erevan, inclusa la fortezza e il palazzo del Sardar.
Il 12 luglio 1679, il viceré safavide dell'Azerbaigian persiano, Mirza Ibrahim, visitò Erivan con l'intenzione di restaurare la fortezza, sede del governatore di Erivan. Per portare a termine tale opera furono spostati a Erevan molti abitanti di altre città e villaggi come Gäncä, Agulis e Dasht (Nakhchivan), che portarono avanti quelli che furono a tutti gli effetti dei lavori forzati, fino all'inverno, quando lo scià diede a tutti il permesso di tornare a casa benché i lavori di ricostruzione non fossero stati ancora terminati; furono infatti necessari diversi anni perché la fortezza potesse tornare allo splendore.
Nell'ottobre 1827, durante la guerra russo-persiana che si combatté tra il 1826 e il 1828, l'esercito russo, comandato da Ivan Paskevich, espugnò la fortezza, la quale, da allora, non fu più utilizzata per scopi militari, ma rimase comunque il cuore della pulsante della futura capitale armena.
Nel 1853, la fortezza fu gravemente danneggiata da un altro terremoto, ma questa volta non furono fatti lavori per ricostruirla. Nel 1865 il terreno su cui si trovava la fortezza fu acquistato da Nerses Tairyants, un mercante della prima gilda, che, negli anni Ottanta del diciannovesimo secolo cotruì un impianto di produzione di brandy nella parte settentrionale della fortezza.
Infine, negli anni Trenta del ventesimo secolo, durante il dominio sovietico dell'Armenia, la fortezza fu completamente demolita, sebbene sopravvivano ancora alcune parti delle mura difensive.

## Descrizione
La fortezza di Erivan era considerata come una piccola cittadina separata dalla città, da cui la divideva un ampio e brullo spazio. La pianta della costruzione era rettangolare e la fortezza aveva un perimetro di circa 1.200 m con mura rinforzate su tre lati, all'interno del quale trovavano posto, tra l'altro, circa 800 case. Il quarto lato del perimetro, sul fronte nord-occidentale della fortezza, era invece fiancheggiato dalla gola del fiume Hrazdan che, in quel punto, arrivava ad una profondità di 640 m. Proprio tale altezza aveva fatto ritenere che la fortezza fosse inaccessibile da quel lato, rendendo superflua la costruzione di un ulteriore muro laterale.
Le mura della fortezza di Erivan erano dotate di torri, come i vecchi castelli orientali, e avevano tre ingressi: Tabriz, Shirvan e Korpu, chiusi con cancelli di ferro e sorvegliati da guardie facenti parte dei circa 2.000 soldati di cui era composta la guarnigione.
I residenti permanenti della fortezza erano solo musulmani locali, sebbene infatti gli armeni fossero ammessi all'interno della fortezza per lavorarvi durante la giornata, essi erano obbligati a tornare nelle proprie case a Shahar, la città principale, prima della chiusura notturna degli ingressi della fortezza.

## Interni

### Il palazzo del Sardar
Il palazzo era situato nella parte nord-occidentale della fortezza a affacciava sulla gola del fiume Hrazdan. Costruito nel 1798, durante il regno di Mahmud, figlio del khan Huseyn-Ali, l'edificio era di forma quadrata e aveva diverse sezioni, a loro volta divise in molte stanze e corridoi. Una delle sezioni più vaste era l'harem, lungo 61 m e largo 38.
Il palazzo è in realtà l'ultimo di una lunga serie di palazzi che venivano distrutti ogniqualvolta il khan ne costruiva uno nuovo. Costruito con uno stile architettonico tipicamente persiano, il palazzo del Sardar possedeva, tra le varie meraviglie, anche una "Shushaband-ayva" ("Stanza degli specchi"), il cui perimetro era rivestito di vetri colorati, il cui soffitto era decorato da immagini di fiori splendenti e sulle cui pareti trovavano posto otto dipinti su tela raffiguranti, tra gli altri, Fat′h-Ali Shah, Hossein Khan Serdar, Abbas Mirza e Faramarz.
Dopo la presa di Erevan da parte dei russi, in uno dei saloni del palazzo, la guarnigione militare si esibì nella rappresentazione della famosa commedia di Aleksandr Sergeevič Griboedov, Che disgrazia l'ingegno!, alla presenza dello stesso autore. Una lapide commemorativa in marmo a ricordo di questa performance è oggi posta nell'azienda produttrice di vino che attualmente occupa il sito su cui un tempo sorgeva la fortezza.

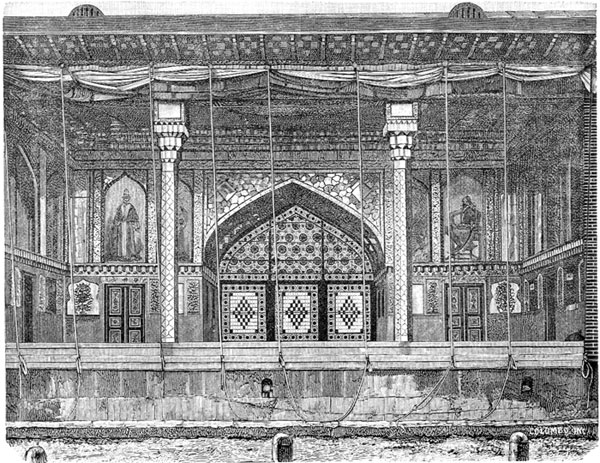
L'interno del palazzo del Sardar.
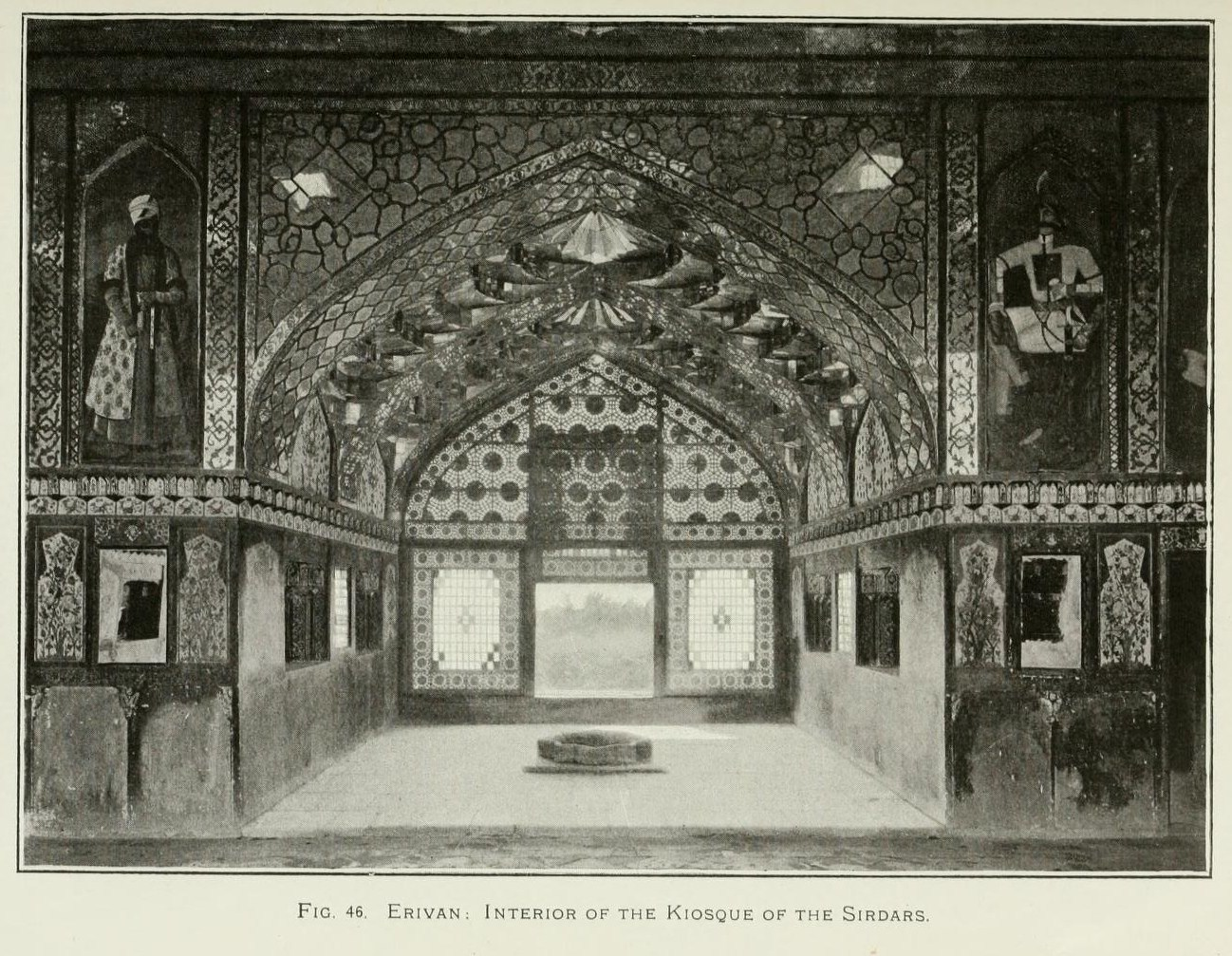
L'interno del chiosco dei Sardar.
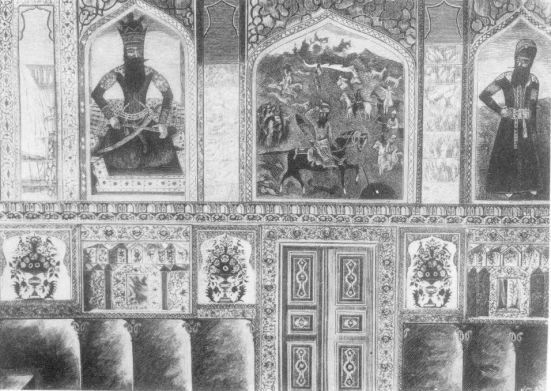
Un dettaglio della decorazione muraria del palazzo del Sardar, realizzata nel 1828 da un artista azero, Mirza Gadim Iravani.

### L'harem e il bagno
I muri interni dell'harem del khan, una delle sezioni più grandi in cui era diviso il palazzo del Sardar, erano rivestiti di marmo con intarsi colorati e, nella stanza principale, era presente una piscina lunga 32 metri, larga 9 e profonda fino a 2,1.

### Moschee

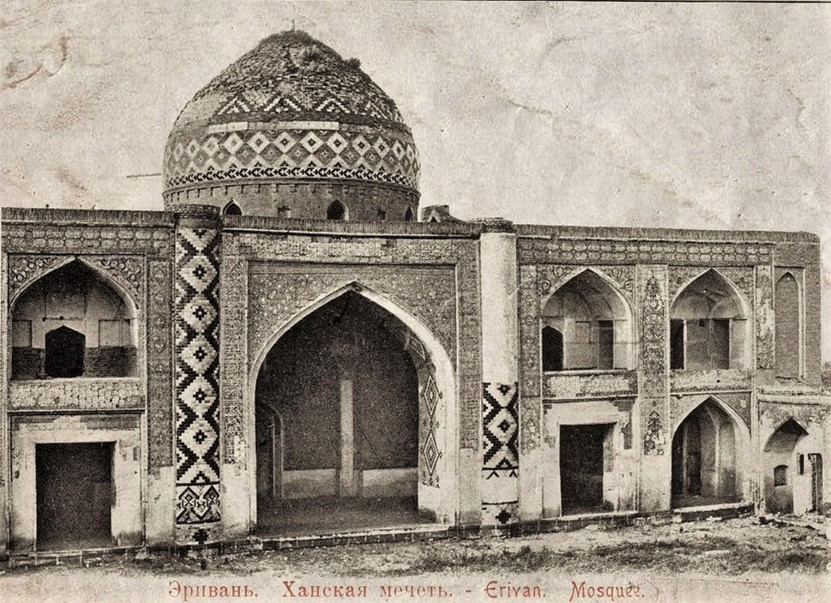
La moschea di Abbas Mirza.

All'interno della fortezza di Erivan erano presenti due moschee persiane. Una era la moschea di Rajab-Pasha e l'altra la moschea di Abbas Mirza. Mentre della seconda rimane una parete, le rovine della prima rimasero visibili fino alla ricostruzione di Erevan negli anni Trenta del ventesimo secolo, che coincise con la completa demolizione della fortezza.

#### Moschea di Rajab-Pasha
Questa moschea fu costruita nel 1725 durante il regno del khan turco Rajab-Pasha. Durante la dominazione persiana, l'edificio, una bellissima costruzione con archi a quattro colonne e decoratissimi esterni, fu utilizzato dai nuovi dominatori come arsenale, trattandosi di una moschea sunnita, mentre i persiani erano musulmani sciiti. Nel 1827, la moschea fu infine convertita in chiesa ortodossa russa e ribattezzata in onore della Santa Vergine Maria.

#### Moschea di Abbas Mirza
Questa moschea, chiamata anche "moschea del Sardar", era un luogo di culto sciita costruito all'inizio del diciannovesimo secolo, durante il regno dell'ultimo khan del khanato di Erevan, Hoseyn-khan e così chiamata in onore del figlio di quest'ultimo, Abbas Mirza. La facciata della moschea era decorata da vetrate verdi e blu, tipiche dello stile architettonico azero-iraniano. Contrariamente a quanto avvenuto per la moschea di Rajab-Pasha, dopo la presa russa di Erevan, la moschea di Abbas Mirza fu utilizzata come arsenale. Durante l'era sovietica dell'Armenia, così come le altre strutture religiose (chiese armene, templi e monasteri), anche questo edificio fu lasciato all'abbandono e attualmente ne rimane soltanto parte di un muro.